# Kościan
Kościan là một thị trấn thuộc huyện Kościański, tỉnh Wielkopolskie ở trung-tây Ba Lan. Thị trấn có diện tích 9 km². Đến ngày 1 tháng 1 năm 2011, dân số của thị trấn là 24084 người và mật độ 2740 người/km².